# Свети Никола (Кореница)
Вижте пояснителната страница за други значения на Свети Никола.
„Свети Никола“ (на македонска литературна норма: „Свети Никола“) е възрожденска православна църква в прилепското село Кореница, Северна Македония. Църквата е под управлението на Преспанско-Пелагонийската епархия на Македонската православна църква.
Църквата е гробищен храм, разположен в южната част на селото. Изградена е върху основите на по-стара църква и осветена в 1859 година от митрополит Венедикт Византийски. Представлява еднокорабна, полукръгло засводена сграда, с полукръгла апсида на източната страна, разделена с пет слепи ниши.
Основна забележителност в църквата са царските двери от средата XVI век, дело на изтъкната художествена работилница, действала на територията на Охридската архиепископия. Други произведения от същата работилница са царските двери на „Света Богородица Перивлепта“ - днес в Националния исторически музей в София, дверите от „Големи Свети Врачи“ - днес на иконостаса на „Света Богородица Перивлепта“, дверите от неидентифицирана църква в Охрид - днес в Националния музей в Белград, дверите в „Свети Пантелеймон“, дверите от „Свети Георги“ Горна Влашка махала в Охрид и дверите от „Свети Никола“ в Присовяни.